# Thần thoại Bắc Âu

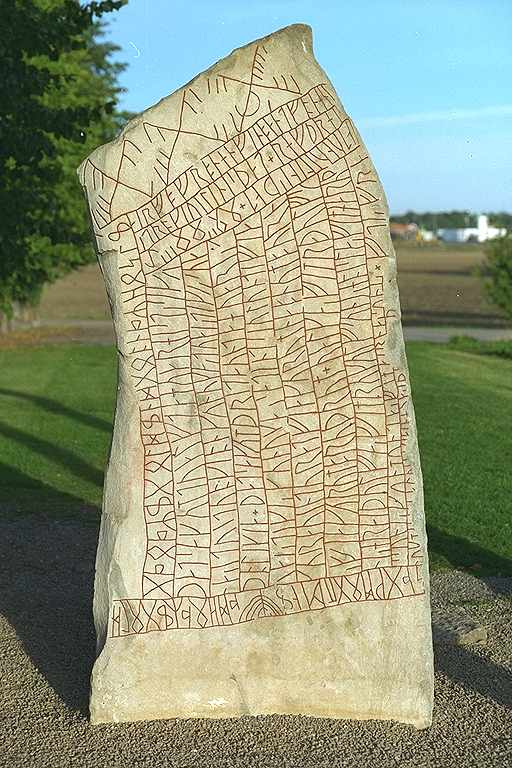
Hòn đá Rök, trên khắc những ký tự của cổ ngữ Rune. Đặt ở Rök, Thụy Điển.

Thần thoại Bắc Âu bao gồm tôn giáo và tín ngưỡng thời kỳ tiền Kitô giáo, cùng với các truyền thuyết của cư dân vùng Scandinavia, kể cả những người định cư trên đảo Iceland - nơi tìm thấy nhiều tư liệu viết của thần thoại Bắc Âu. Dị bản nổi tiếng của thần thoại Bắc Âu là thần thoại các dân tộc German vốn hình thành từ thần thoại các dân tộc Ấn-Âu tồn tại trước đó.
Tôn giáo các dân tộc Bắc Âu không dựa trên một "sự thật" được truyền trực tiếp từ thần thánh đến con người (tuy cũng có những câu chuyện người trần được thần thánh viếng thăm) và không có những văn bản chính quy như Kinh Thánh của Kitô giáo hay kinh Qur'an của Hồi giáo. Thần thoại Bắc Âu được truyền miệng dưới dạng những bài thơ dài. Việc lưu truyền tôn giáo Bắc Âu diễn ra mạnh nhất vào thời Viking. Người ta tìm hiểu về thần thoại Bắc Âu chủ yếu qua các sử thi Edda và các văn bản ghi chép trong thời Kitô giáo mở rộng về khu vực Scandinavia. Thần thoại Bắc Âu có ảnh hưởng lớn đến các tác phẩm văn học nghệ thuật.
Trong các quán rượu của người Viking có những nghệ sĩ kể cho mọi người nghe về câu chuyện này bằng giọng hát của họ và đó là phong tục truyền miệng

## Thần thoại các vị thần

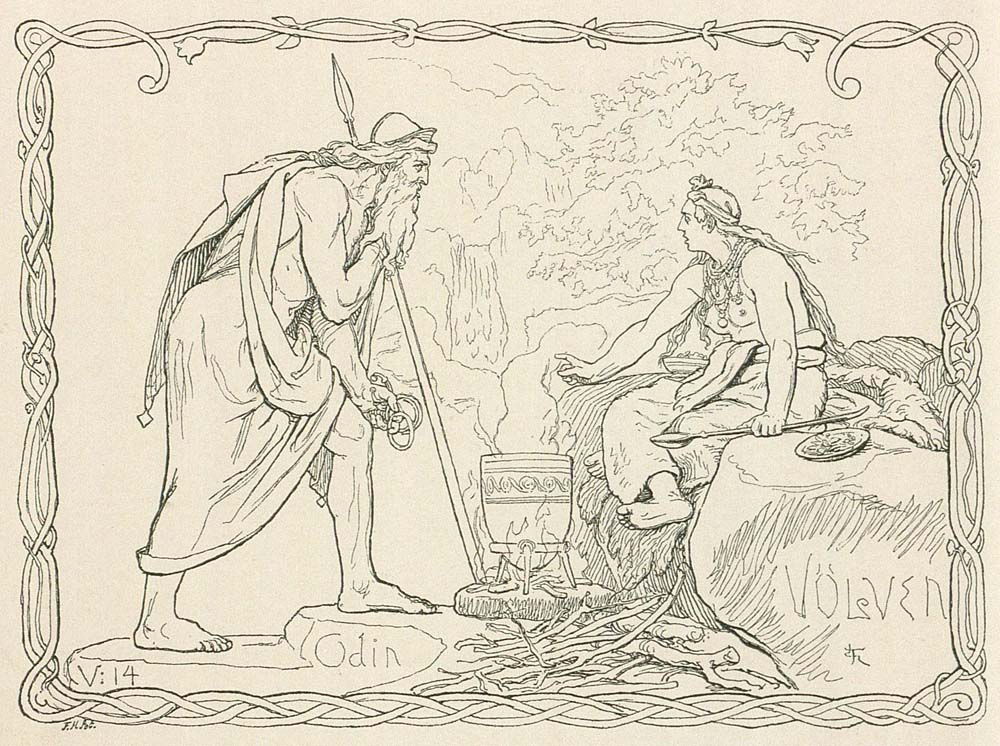
Odin và nữ tiên tri Volva (1895), Lorenz Frølich

### Voluspa: khởi nguyên và kết thúc của thế giới

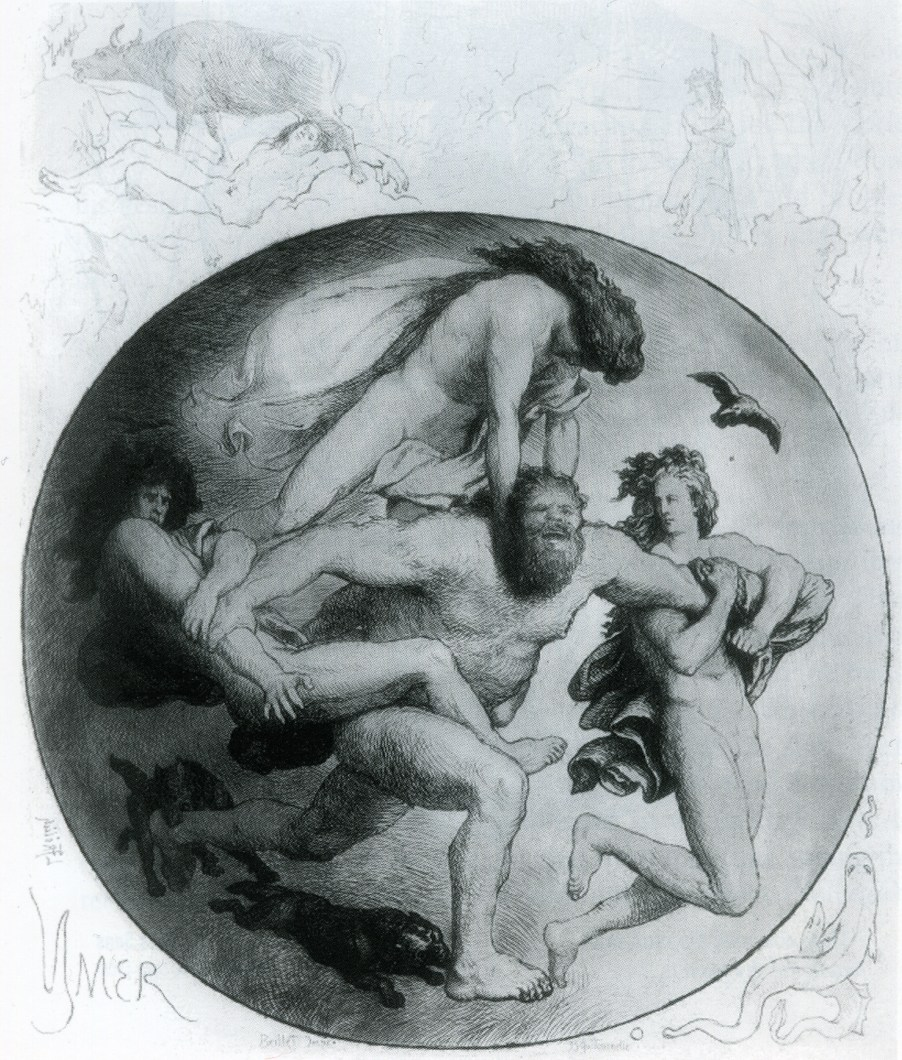
Ymir bị giết, Lorenz Frølich: Odin, Ve, Vili giết chết Ymir

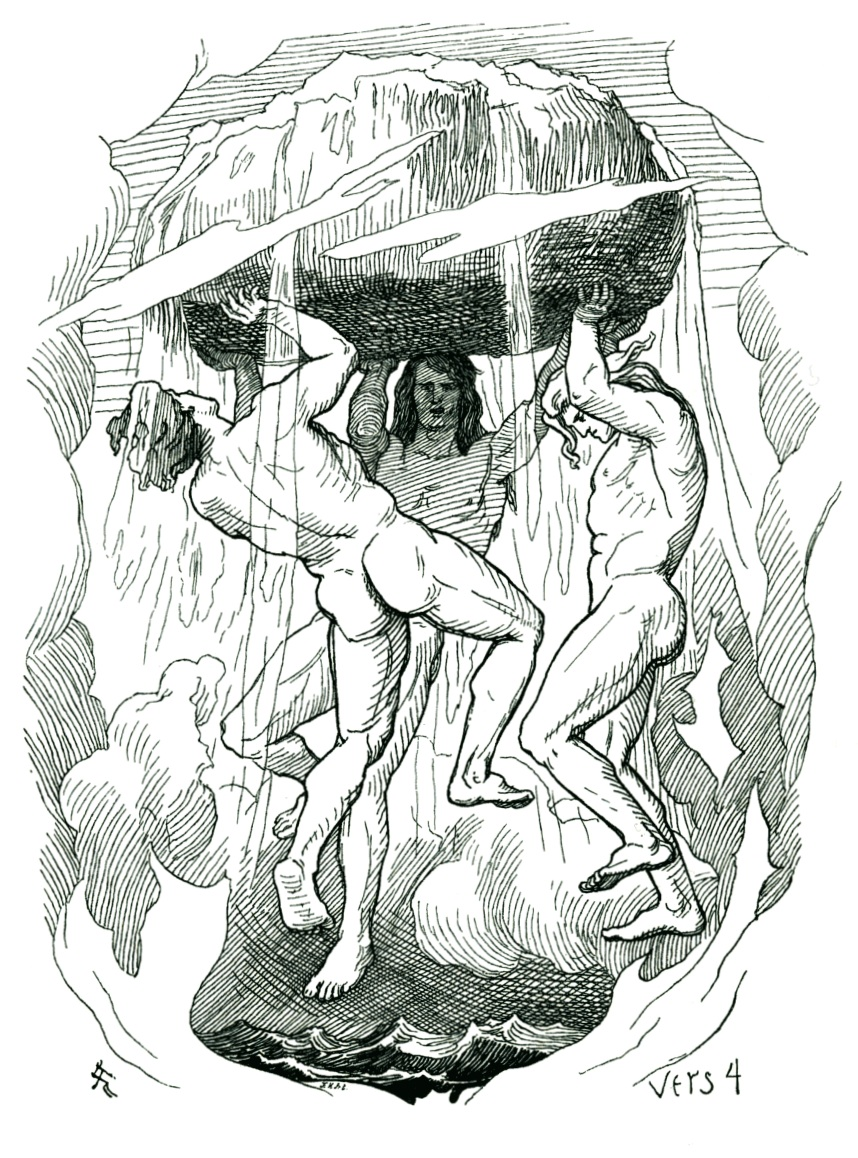
Odin, Vili và Ve tạo lập thế giới

### Quá trình hình thành thế giới

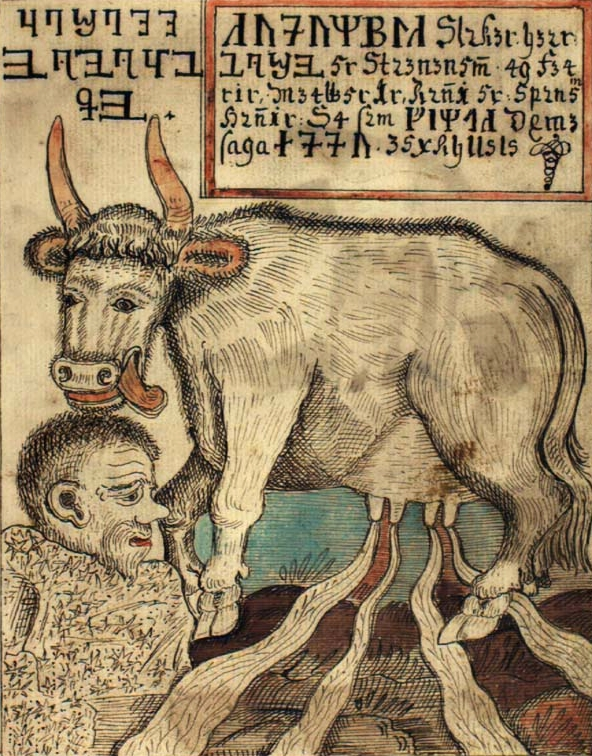
Con bò Audhumla

### Sự hình thành và phát triển của con người

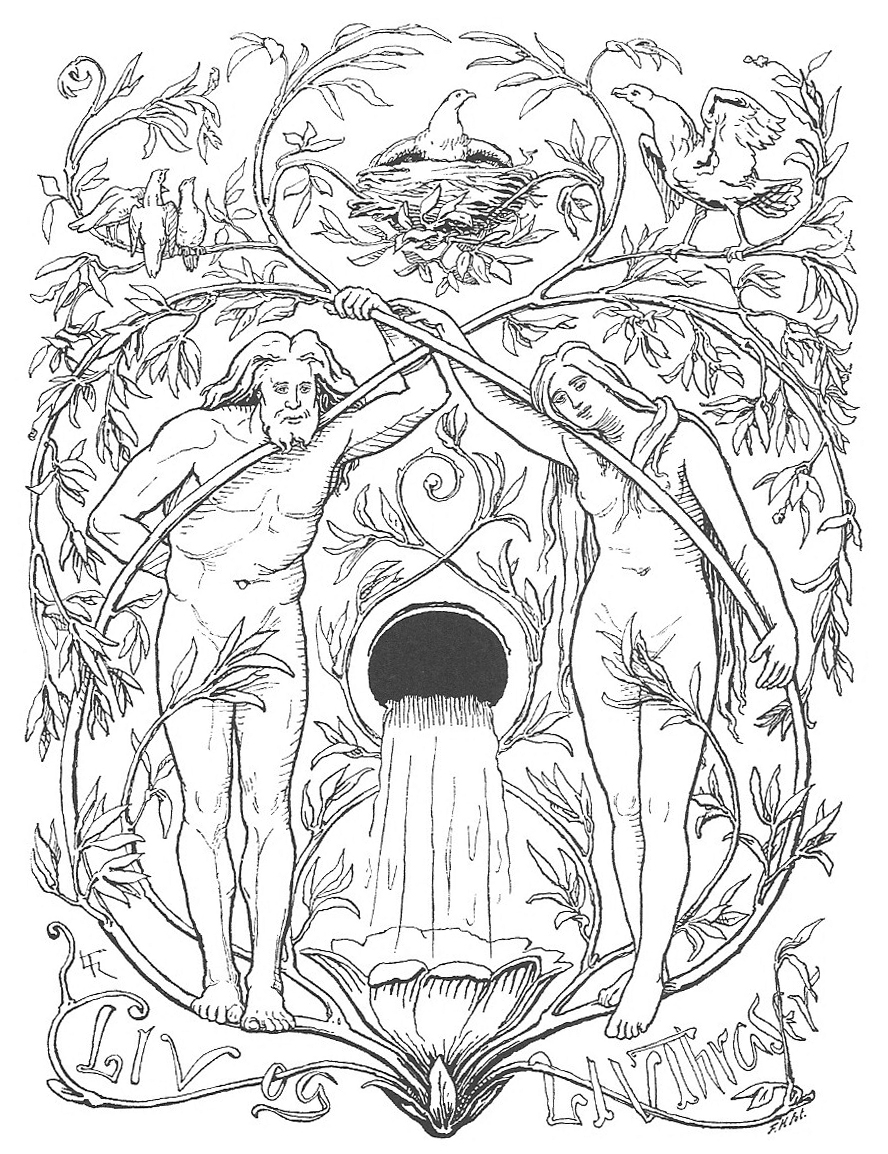
Líf and Lífthrasir (1895), Lorenz Frølich

### Vũ trụ quan

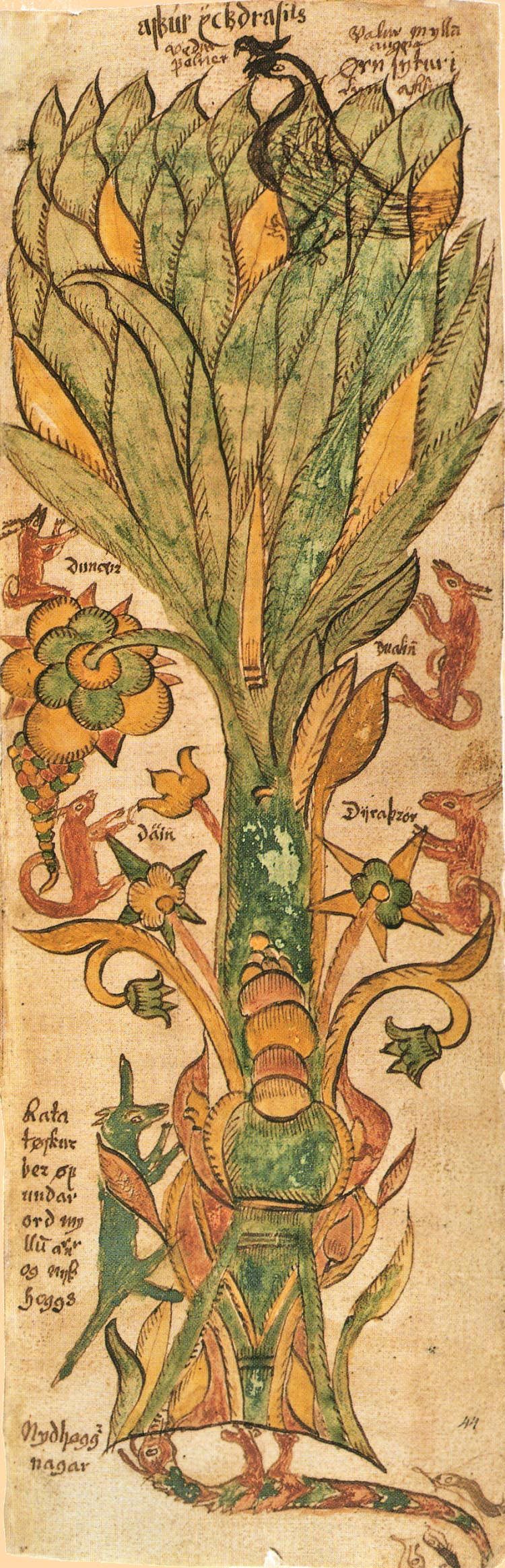
Quan niệm vũ trụ của thần thoại Bắc Âu: gồm chín thế giới đều được liên kết với nhau bằng cây tần bì Yggdrasil.

### Chín thế giới

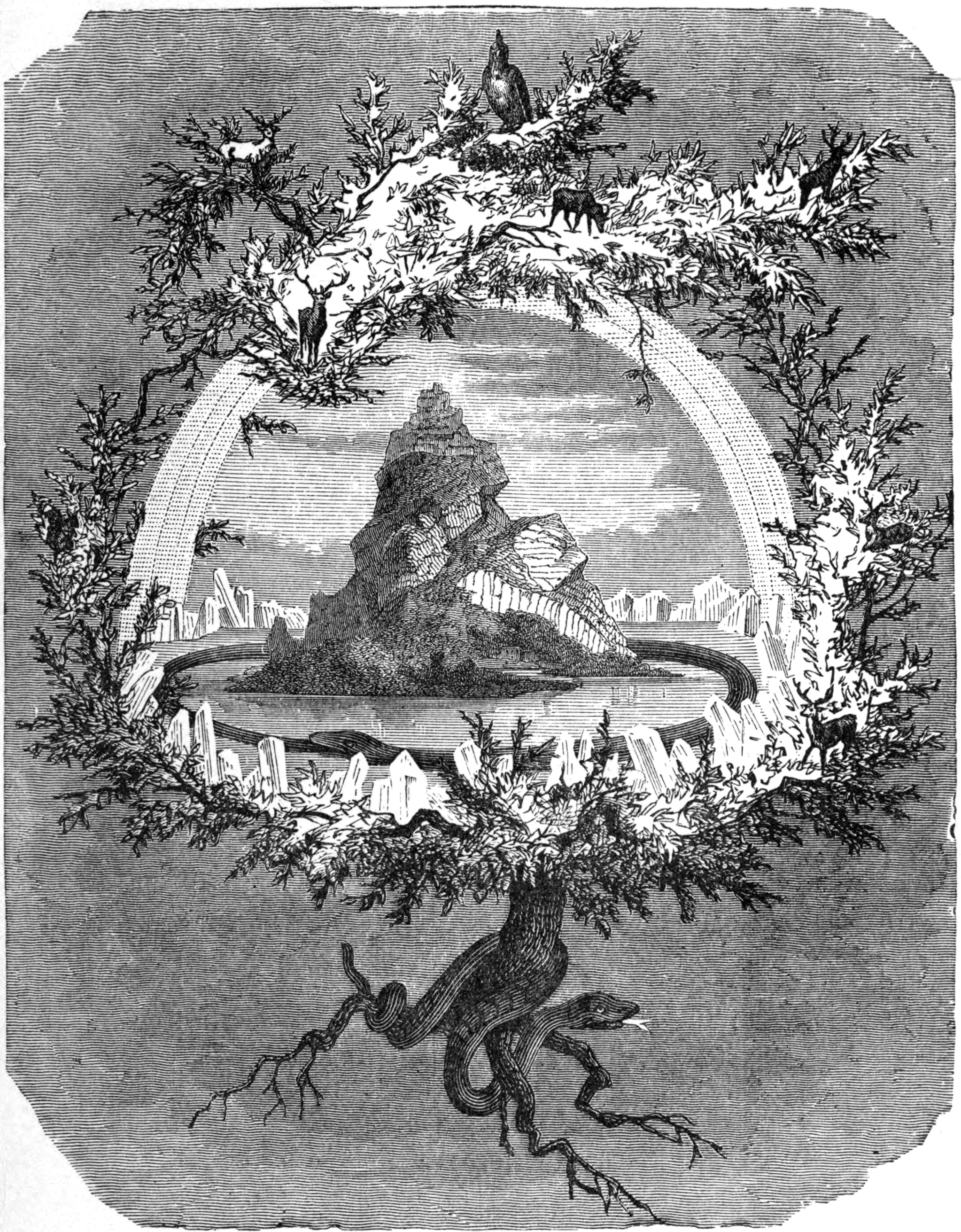
Chín thế giới trên Yggdrasil

#### Valhalla

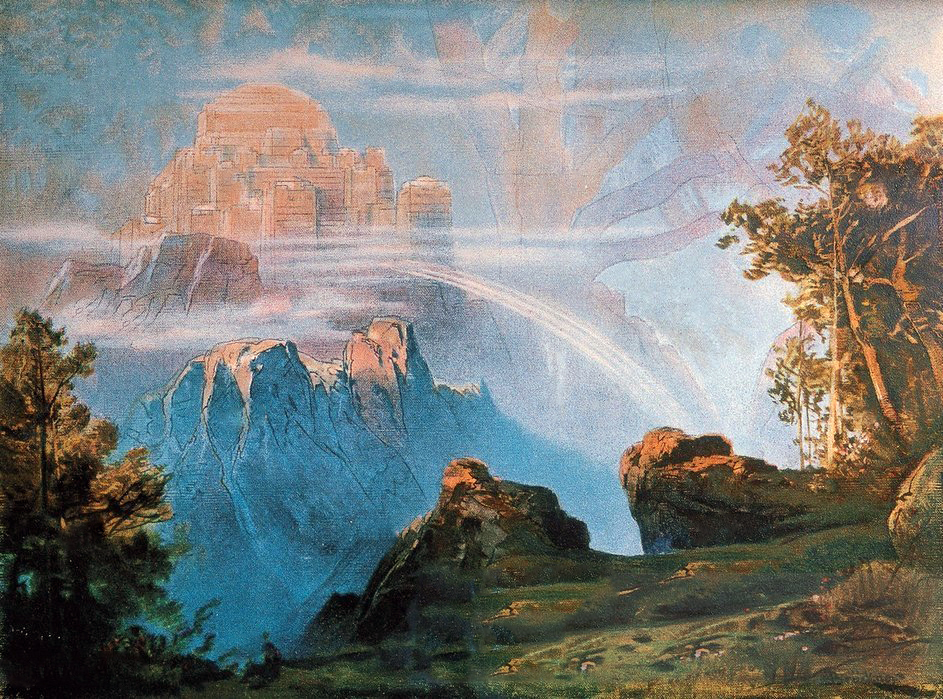
Valhalla (1896), Max Brückner.

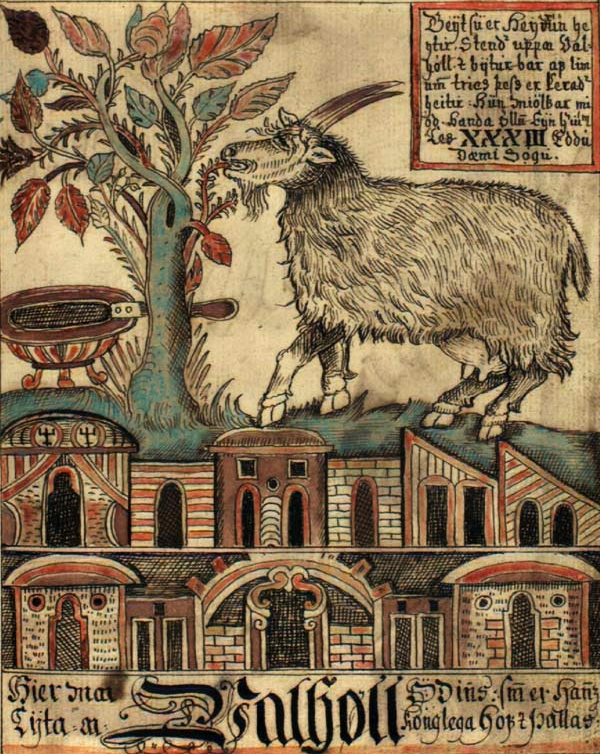
Cung điện Valhalla

#### Midgard

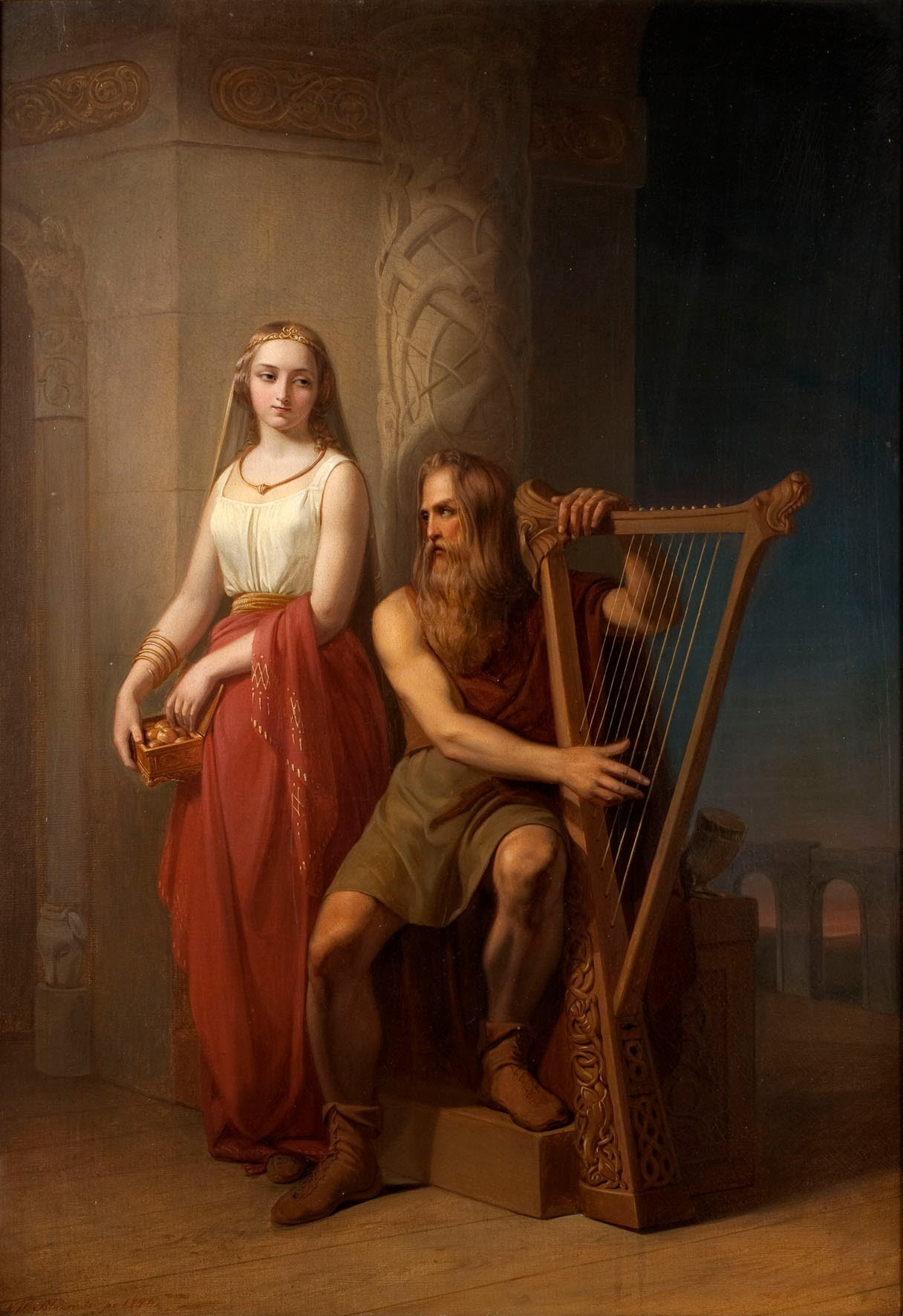
Bragi và Iðunn (1846) - Nils Blommér